# Excitebike
Excitebike – komputerowa gra wyścigowa stworzona i wydana przez Nintendo w 1984 roku. Gra zawiera edytor, w którym można stworzyć własne trasy. Excitebike pojawił się także na NES Classic Edition.